# Ctenophthalmus atomus
Ctenophthalmus atomus är en loppart som beskrevs av Jordan et Rothschild 1913. Ctenophthalmus atomus ingår i släktet Ctenophthalmus och familjen mullvadsloppor. Inga underarter finns listade i Catalogue of Life.